# 欧阳儒秋
欧阳儒秋（1918年—2007年12月27日），安徽萧县人，中国大陸电影演员，译制片导演。因在电影《巴山夜雨》中扮演子弟兵母亲，而获得1981年第一届中国电影金鸡奖最佳男女配角奖。